# BMJ Open
BMJ Open es una revista médica de acceso abierto revisada por pares que se dedica a publicar investigaciones médicas de todas las disciplinas y áreas terapéuticas. Es publicado por BMJ y considera todos los tipos de estudios de investigación, desde protocolos a través de ensayos de fase I hasta metanálisis, incluidos estudios pequeños, especializados y estudios negativos. Los procedimientos de publicación se basan en la revisión por pares completamente abierta y la publicación continua, publicando la investigación en línea tan pronto como el artículo está listo. BMJ abierto tiene como objetivo promover la transparencia en el proceso de publicación mediante la publicación de los informes de los revisores y las versiones anteriores de manuscritos como prepublicación histories.El editor en jefe es Adrian Aldcroft.

## Resumen e indexación
Desde 2014 la revista está incluida en el Index Medicus y en MEDLINE . La revista también publica sus abstracts e indexada en Scopus , el Science Citation Index Expanded ,  PubMed Central, EMBASE (Excerpta Medica), DOAJ y Google Scholar. Según Journal Citation Reports (JCR) , la revista tiene un factor de impacto de 2.496 en 2019.

## Métricas de revista
2022
- Web of Science Group : 2.692
- Índice h de Google Scholar: 121
- Scopus: 2.86